# Policristall

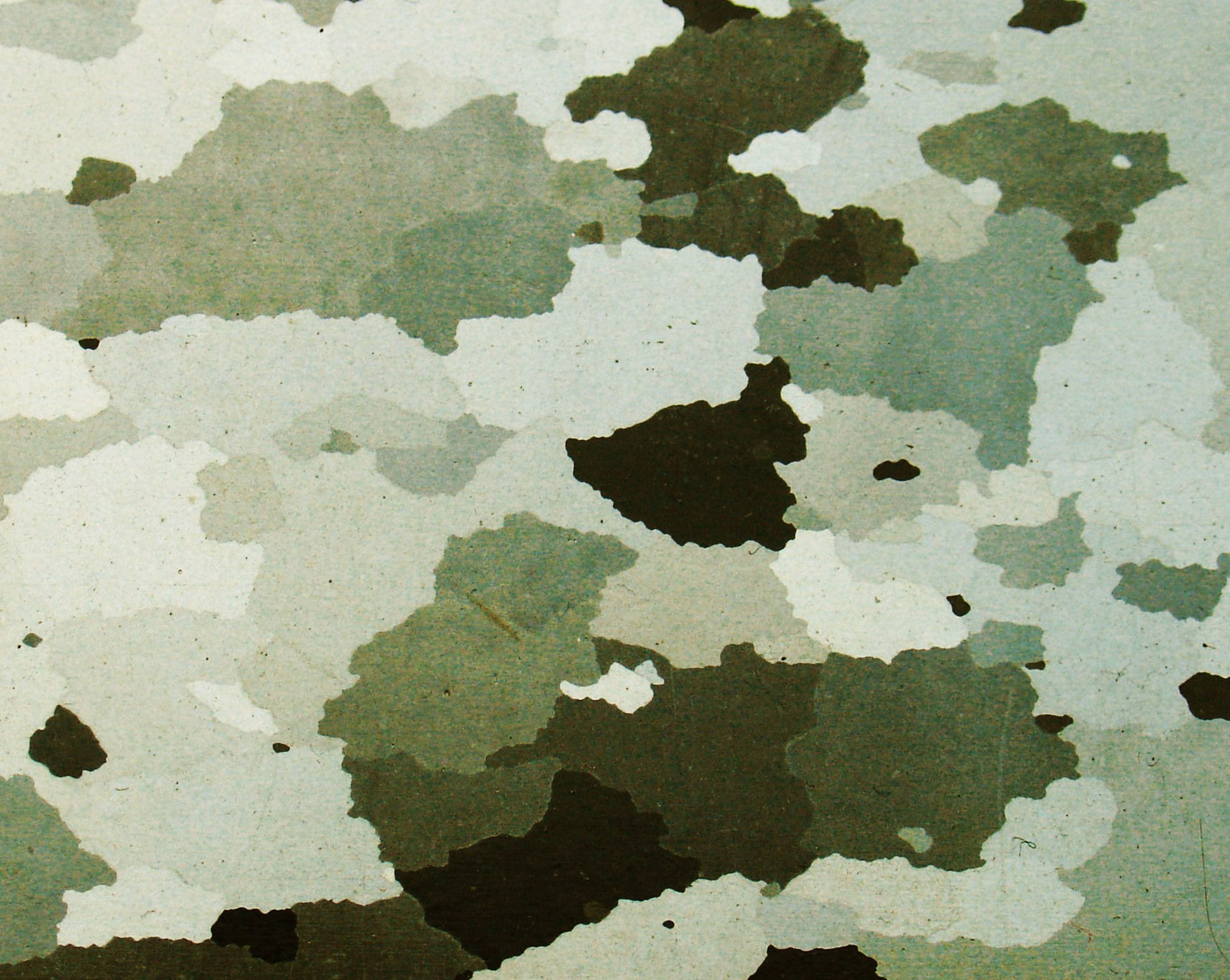
Fotografia de l'estructura policristal·lina (coberta remoguda) d'un acer elèctric

Cristal·lí, policristal·lí i amorf

Un policristall o material policristal·lí és un agregat de petits cristalls de qualsevol substància, als quals, per la seva forma irregular, sovint se'ls anomena cristal·lites o grans cristal·lins. Molts materials, naturals o sintètics, són policristal·lins.

## Propietats
Laes propietats dels policristalls estan condicionades per les propietats dels grans cristal·lins components, tals com:
- Mida mitjana. Comunament varia entre 1 i 2 microns fins a uns quants mil·límetres, i en alguns casos uns quants metres.
- Orientació cristal·logràfica dels grans.
- Estructura de la vora del gra.

## Generació
Els policristalls es generen per cristal·lització, o per transformacions polimòrfiques, o com a resultat de l'aglomeració de pols cristal·lins. Són menys estables que els monocristalls.